# Médéric Lacour
Médéric Lacour (* 6. Oktober 1983) ist ein neukaledonischer Fußballschiedsrichter.
Seit 2016 steht Lacour auf der Liste der FIFA-Schiedsrichter und leitet internationale Fußballpartien, unter anderem in der OFC Champions League.
Lacour war als Schiedsrichter unter anderem bei der Ozeanienmeisterschaft 2016 in Papua-Neuguinea, bei der U-20-Ozeanienmeisterschaft 2016 in Tonga und Vanuatu, bei der U-17-Ozeanienmeisterschaft 2017 in Tahiti, in der ozeanischen Qualifikation für die Weltmeisterschaften 2018, 2022 und 2026 sowie bei diversen Qualifikations- und Freundschaftsspielen im Einsatz.